# جان والش
جان والش (به انگلیسی: John Walsh)(زاده۱ ژوئیه ۱۷۲۶ –درگذشته ۹ مارس ۱۷۹۵) دانشمند بریتانیایی و منشی حاکم بنگال بود.
جان پسر جوزف والش، حاکم قلعه سنت جرج هندوستان، و پسردایی نویل مسکلین، ستاره‌شناس سلطنتی، و خواهرش مارگارت، همسر رابرت کلایو، بود.
جان والش در سن ۱۵ سالگی وارد کمپانی هند شرقی بریتانیا شد و سرانجام منشی خصوصی کلایو شد. در جریان مبارزات ۱۷۵۷ پلاسی علیه نواب بنگال، سیراج اود داولا، به جان والش ۵۶۰۰۰ پوند جایزه داده شد. با بازگشت به انگلستان در سال ۱۷۵۹، ثروت وی ۱۴۷۰۰۰ پوند تخمین زده شد و او به سرعت در پی کسب قدرت اشرافی در انگلیس قرن هجدهم یعنی زمین و نفوذ سیاسی بود. در اواخر سال ۱۷۶۴، والش املاک بزرگی از وارفیلد پارک، در نزدیکی براکنل دربارکشر را خریداری کرد و دو سال دیگر را نیز صرف مرمت آن جا کرد. او از سال ۱۷۶۱ تا ۱۷۸۰ نماینده ورچستر بود. او همچنان به خدمت به رابرت کلایو یا همان‌طور که معروف بود «کلایو هندوستان» ادامه داد و سعی داشت هوادارانی برای او فراهم کند.
سال‌های بعدی، جان به کارهای علمی پرداخت، علاقهٔ ویژه‌ای به ماهی الکتریکی نشان داد. در سال ۱۷۷۰ به عنوان همکار انجمن سلطنتی انتخاب شد و در سال ۱۷۷۳ به خاطر مقاله‌ای در مورد خواص الکتریکی پرتوماهی برقی برنده مدال کاپلی شد.